# Eta Serpentis
Eta Serpentis (η Ser) – gwiazda w gwiazdozbiorze Węża (najjaśniejsza w jego ogonie), znajdująca się w odległości około 60 lat świetlnych od Słońca.

## Charakterystyka
Jest to olbrzym (gwiazda) lub podolbrzym należący do typu widmowego K. Ma temperaturę 4890 K, niższą niż temperatura fotosfery Słońca, emituje 19 razy więcej promieniowania. Pomiar interferometryczny ukazuje, że gwiazda ma promień równy 5,9 R☉. Masa tej gwiazdy to około 1,5 masy Słońca. Eta Serpentis ma około 2,8 miliarda lat, około 150 milionów lat temu zakończyła syntezę wodoru w hel w jądrze; gdy w przyszłości zmieni się w czerwonego olbrzyma, jej jasność wzrośnie 25 razy. Gwiazda ma niską zawartość metali i duży ruch własny, co wskazuje, że powstała w innym obszarze Galaktyki niż Słońce.
Gwiazda ma optycznego towarzysza o wielkości gwiazdowej 10,87m, oddalonego o 251,4 sekundy kątowe (pomiar z 2010 r.). W ciągu 175 lat obserwacji eta Serpentis przemieściła się względem niego o 140″, co ukazuje, że gwiazdy te nie są związane grawitacyjnie i tylko przypadkowo mijają się na niebie.